# Erwin Menny
Erwin Menny (18 de agosto de 1893-6 de diciembre de 1949) fue un general alemán (Generalleutnant) en el Heer durante la II Guerra Mundial que comandó varias divisiones. Fue condecorado con la Cruz de Caballero de la Cruz de Hierro de la Alemania Nazi.
Fue hecho prisionero con su 84.ª División de Infantería en la bolsa de Falaise el 21 de agosto de 1944.

## Condecoraciones
- Cruz de Caballero de la Cruz de Hierro el 26 de diciembre de 1941 como Oberst y comandante de la 15. Schützen-Brigade[1]